# Salif Nogo
 Salif Nogo  (n. 31 decembrie 1986 în Ouagadougou) este un fotbalist din Burkina Faso, care joacă pe postul de fundaș central. A mai jucat la Astra.